# The Trashmen
The Trashmen fu un gruppo musicale di genere surf e rock and roll attivo durante gli anni sessanta e poi da metà degli anni settanta a metà degli ottanta e poi nuovamente dal 1999.

## Storia del gruppo

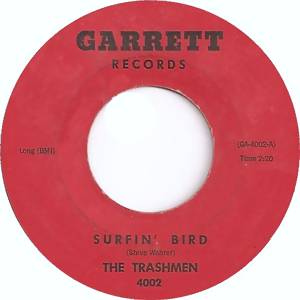
Copertina di Surfin' Bird

Fu formato a Minneapolis nel Minnesota, nel 1962. I componenti del gruppo erano i chitarristi Tony Andreason e Dal Winslow, il batterista Steve Wahrer e dal bassista Bob Reed. Tony Andreason, Steve Wahrer e Dal Winslow iniziarono a suonare insieme dalla fine degli anni 50 usando diversi nomi per il gruppo (The Citations, String Kings, Rave-Ons e The Travelers); quando poi Bob Reed si unì alla formazione si decise di trovare una nuova denominazione che desse l'idea di qualcosa di nuovo e originale e un giorno, nello scantinato della casa di Winslow dove i quattro erano usi a suonare, durante l'ascolto di qualche disco, Wahrer propose quasi scherzando, su ispirazione della canzone di un artista locale intitolata “Trashmen’s Blues”, di usare The Trashmen come nome per il gruppo, trovando il consenso degli altri membri.
Il batterista Steve Wahrer ideò quello che sarebbe divenuto il loro brano più famoso prendendo due canzoni preesistenti e fondendole in una nuova, Surfin' Bird, del 1963, che raggiunse la 4ª posizione nelle classifiche Billboard verso fine anno. L'album omonimo che conteneva il brano non ebbe però successo. Nel 1965 il gruppo aveva registrato un secondo album ma, a causa del cambio dei gusti musicali dovuto alla British Invasion, il disco non venne mai stampato se non dopo decenni, nel 1991, con il titolo di The Great Lost Trashmen Album!. Il gruppo si sciolse nel 1967. Si riunirono negli anni ottanta ed hanno suonato fino alla morte di Steve Wahrer nel 1989, avvenuta a causa di un cancro alla gola.

## Formazione
- Dal Winslow - voce, chitarra
- Tony Andreason - chitarra
- Bob Reed - basso
- Steve Wahrer - voce, batteria

## Discografia

### Album in studio
- 1963 - Surfin' Bird

### Album dal vivo
- 1990 - Live Bird '65–'67
- 2009 - Teen Trot: Live At Ellsworth, WI, August 22, 1965

### Antologie
- 1965 - Bird Dance Beat
- 1989 - Comic Book Collector
- 1992 - Tube City!: The Best of the Trashmen
- 1991 - The Great Lost Trashmen Album
- 1998 - Bird Call!: The Twin City Stomp of the Trashmen
- 2014 - Deke Dickerson and the Trashmen: Bringing Back the Trash

### Singoli ed EP[6]
- 1963 - Surfin' Bird/King of the Surf
- 1964 - Bird Dance Beat/A-Bone
- 1964 - Bad News/On the Move
- 1964 - Peppermint Man/New Generation
- 1964 - Whoa Dad/Walkin' My Baby
- 1964 - Dancing With Santa/Real Live Doll
- 1965 - Keep Your Hands Off My Baby/Lost Angels
- 1965 - Ubangi Stomp/Bird '65
- 1965 - Malaguena Surf/ Mi Cuate (My Woody)
- 1966 - Hanging on Me/Same Lines
- 1967 - Green, Green Backs Back Home
- 1990 - Live!
- 1990 - Lucille/Green Onions
- 1992 - Roll Over Beethoven/Betty Jean
- 1994 - Well, All Right
- 2009 - Souvenir of Their Visit to New York
- 2013 - Mean Woman Blues/Big Boss Man
- 2013 - I'm a Trashman (come Deke Dickerson and The Trashmen)